# Silene borderei
Silene borderei es una planta del género Silene de la familia Caryophyllaceae.

## Descripción
Es una planta perenne, que alcanza un tamaño de 6-15 cm de altura, cespitosa, leñosa en la base, multicaule. Tallos erectos, simples, glabros, viscosos en la mitad superior. Hojas glabrescentes, papilosas en el haz, de márgenes escábridos; las inferiores, de oblanceoladas a subespatuladas, obtusas, mucronadas; las caulinares, lineares. Inflorescencia monocasial, de 1-3 flores. Brácteas muy pequeñas, más cortas que los pedicelos, ciliadas. Pedicelos 3-5 mm, glabros. Cáliz 8-9 mm, campanulado, truncado en la base, viloso, con 10 nervios difusamente anastomosados, frecuentemente rojizos; dientes 1,5-2 mm, obtusos. Limbo de los pétalos 5-7 mm, bífido, blanquecino o blanco-rosado; uña ensanchada en la parte superior, vilosa en la inferior. Carpóforo 4-4,5 mm, pubescente. Cápsula 5-6 x c. 5 mm, ovoidea. Semillas 0,9-1 x 1-1,2 mm, asimétricas, de caras convexas, reticuladas, y dorso estrecho, fuertemente canaliculado, con margen tuberculado.

## Distribución y hábitat
Se encuentra en cantiles sombríos y pastos montanos, en calizas; a una altitud de (1500)1800-2800 metros, en el E y C de los Pirineos (Francia y España).

## Taxonomía
Silene borderei fue descrita por Claude Thomas Alexis Jordan y publicado en Annales de la Société Linnéenne de Lyon, sér. 2, 12: 445. 1866.
Etimología
El nombre del género está ciertamente vinculado al personaje de Sileno (en griego Σειληνός; en latín Sīlēnus), padre adoptivo y preceptor de Dionisos, siempre representado con vientre hinchado similar a los cálices de numerosas especies, por ejemplo Silene vulgaris o Silene conica. Aunque también se ha evocado (Teofrasto via Lobelius y luego Linneo)  un posible origen a partir del Griego σίαλoν, ου, "saliva, moco, baba", aludiendo a la viscosidad de ciertas especies, o bien σίαλος, oν, "gordo", que sería lo mismo que la primera interpretación, o sea, inflado/hinchado.
borderei; epíteto
Sinonimia
- Silene campoi Loscos
- Silene ciliata subsp. borderei (Jord.) Bonnier
- Silene punctata Bubani in Nyman[4]

## Nombre común
- Castellano: hierba de las moscas.[4]